# Контрада Сант'Елија (Ређо ди Калабрија)
Контрада Сант'Елија је насеље у Италији у округу Ређо ди Калабрија, региону Калабрија.
Према процени из 2011. у насељу је живело 89 становника. Насеље се налази на надморској висини од 744 м.